# Теофил Јуродиви
Јеросхимонах Теофил (Теофил Кијевски, рођ. Тома Андрејевич Горенковски; 1788, Махновка, Кијевска губернија - 28. октобар (9. новембар 1853, Кијев)) - светитељ Руске православне цркве, јеросхимонах Кијево-печерске лавре, 19. века, преподобни, јуродиви.

## Биографија
Рођен у породици свештеника у граду Махновка, Кијевска губернија (сада село Махновка, Казатински округ, Виничка област, Украјина). Житије наводи да након рођења Тома није желео да узима мајчино млеко, али није одбијао посну храну (кувану репу и шаргарепу). То је изазвало ужас код сујеверне мајке и она је три пута покушала да удави дете, али се оно чудом спасло. У доби од седам година, Тома је остао сироче и постао је луталица, што је предодредило његову будућу јуродивост.
Лутања међу сродничким породицама довела су младог Тому у Кијевско-печерски манастир, где је почео да студира на Академији. Након смрти ујака, који му је помагао новцем, Тома је напустио студије и постао сектон, прво у Чигирину, затим у Обухиву. Током Отаџбинског рата 1812. године вратио се у Печерски манастир и постао искушеник.
Тома је 11 (23) децембра 1821. године пострижен у монаштво са именом Теодорит. 30. септембра (12. октобра) 1822. године рукоположен је за јерођакона.
6 (18) фебруара 1827. године постао јеромонах а 9 (21) децембра 1834. прихватио је велику схиму са именом Теофил.
После овога узима на себе подвиг јуродивости. Његов живот говори о његовом дару пророчанства и чуда. Многи су се обраћали старцу за савет и благослов. Познато је да је Теофил подигао крстове на будућем месту Преображенског скита и Јонинског манастира. Он је заслужан за предвиђање настанка Покровског манастира у Глубочици.
Блажени је возио кола која је вукао во, који је и сам знао пут од Кијево-печерске лавре до Китајевске испоснице и назад.
Према писању Житија, неколико пута се срео са царем Николајем Павловичем, одбио је да га благослови, рекавши да ће морати да прође кроз трње, а такође је предвидео неуспешан Кримски рат и цареву смрт.
28. октобра (9. новембра) 1853. године Теофил се упокојио на дан сећања на велику мученицу Параскеву, коју је посебно поштовао подносећи „молбу Цару Небеском да ову зиму проведе на земљи, јер Прасковја (како је звао Свету мученицу Параскеву, коју је посебно поштовао) не жели да зими копа гробове”. Пре своје смрти, припремио је све што је било потребно за сахрану, упалио кандила у келији, полио је тамјаном и наредио једном од искушеника да позвони. Житије наводи да је умро, изговарајући јеванђелске речи Симеона Богопримца: „Господе, у руке Твоје предајем дух свој“.
Теофил је 1993. године, заједно са преподобним Доситејом, Партенијем и Алексијем, као и светим јуродивим Христа ради Пајсијем, прослављен међу локално поштованим светитељима Печерским. Успомена је установљена 14. (27) јула (величање) и 28. октобра (10. новембра) – упокојење.
2000. године канонизован је за свеца од стране Руске Заграничне Цркве.
Мошти светитеља, које су се раније налазиле у храму Свете Тројице на територији Китајевске испоснице, пронађене су 24. фебруара 2009. године, пренете су у манастирску цркву Дванаесторице апостола. Ту се налази и гроб светитеља. У годинама совјетске власти, када је територија манастира пребачена на Истраживачки институт за хортикултуру, место сахране јеросхимонаха Теофила је одржало славу због чињенице да је на његовом месту стајао споменик.
1. априла 2015. године, са благословом Светог Синода Украјинске Православне Цркве , на челу са Његовим Блаженством Митрополитом кијевским и све Украјине Онуфријем, установљена је прослава Сабора светих Виничке земље, где је, између осталих, побројано 15 подвижника, чији су животи и подвизи везани за Виничку област, и свети Теофил Кијевски (Горенковски), јуродиви Христа ради (+ 1853).
Датум прославе Сабора Виничких светаца је 14. септембар (нови стил) на дан почетка индикта (црквена нова година).
Архијерејски Сабор Руске Православне Цркве благословио је 3. фебруара 2016. године општецрквено поштовање светог Теофила Кијевског, Христа јуродивог, уврстивши његово име у месечник Руске Православне Цркве.